# Egon Winternitz
Egon Winternitz (13. října 1871 Pardubice – 8. července 1932 tamtéž) byl český mlynář, podnikatel a spolkový činovník židovského původu, majitel automatických Winteritzových mlýnů.

## Život
Egon Winternitz se narodil v Pardubicích do židovské rodiny statkáře Jakuba Winternitze a jeho manželky Julie jako druhé z jejich desíti dětí. Spolu s bratrem Karlem vlastnili v Pardubicích mlýn Valcha. Mlýn zanikl následkem zasypání koryta vedoucího středem města roku 1911, Winternitzové obdrželi výměnou pozemek poblíž soutoku Chrudimky s Labem a tam začali roku 1909 budovat nový mlýn. Bylo rozhodnuto o vybudování mlýna se strojním pohonem, nezávislým na síle průtoku vody. Mlýn byl dokončen roku 1911, ale vyhořel v roce 1919. Projekt přístavby nové budovy zpracoval architekt Josef Gočár. Je výrazná použitím prvků babylonské architektury.

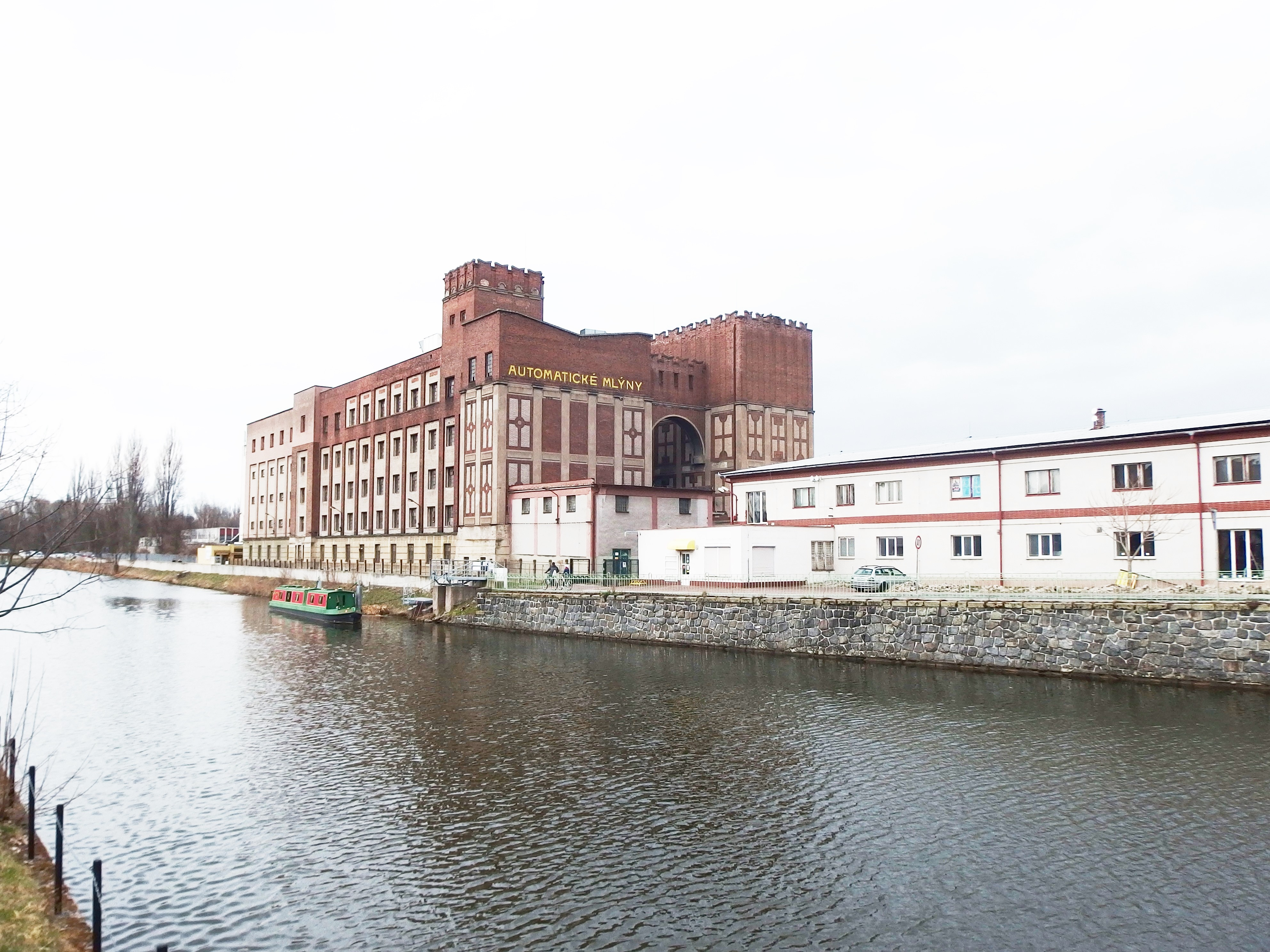
Budova Automatických mlýnů podle návrhu Josefa Gočára

Egon Winternitz se angažoval také v městském spolkovém a společenském životě. Roku 1931 působil jako ředitel Výstavy tělesné výchovy a sportu Republiky československé, která do prostor pardubického výstaviště v Tyršových sadech, na městský stadion a na dostihové závodiště přivedla přes milion a čtvrt návštěvníků.

### Úmrtí
Egon Winternitz zemřel 8. července 1932 v Pardubicích ve věku 60 let. Byl zpopelněn a pochován v hrobce vedle svého otce Jakuba a bratra Karla na Novém židovském hřbitově v Pardubicích. Jedná se o jednu z největších hrobek v celém areálu pohřebiště.